# Gesetzlos (1950)
Gesetzlos ist ein US-amerikanischer Kriminalfilm aus dem Jahr 1950 von Vincent Sherman mit Viveca Lindfors und Dane Clark in den Hauptrollen. Der Film, der zum Subgenre des Film noir gezählt wird, wurde von Warner Bros. produziert.

## Handlung
Bob Corey erholt sich in einem kalifornischen Hospital für Veteranen von einigen Operationen. Er macht sich Sorgen um seinen verschwundenen Freund Steve Connelly, mit dem er den Betrieb einer Ranch geplant hat. Eines Nachts erscheint eine fremde Frau in seinem Zimmer und informiert ihn, dass Steve schwer verletzt sei. Unter dem Einfluss von Schlafmitteln stimmt er einem Treffen mit ihr in zehn Tagen zu. Die Frau reicht ihm einen Zettel mit ihrer Adresse.
Am nächsten Morgen kann Bob den Zettel nicht mehr finden. Sein Arzt meint, er würde unter Halluzinationen leiden. Als Bob das Krankenhaus verlässt, wird er von der Polizei aufgesucht. Die Beamten untersuchen den Mord an Solly Blayne, für den Steve als Hauptverdächtiger gilt. In der Mordnacht gab es zwischen Steve und Solly einen Streit in Steves Hotel, nach dem Mord verschwand Steve. Überzeugt von Steves Unschuld erzählt Bob von dem nächtlichen Besuch.
Bob sucht Steves Hotelzimmer auf. Vom Zimmermädchen Sibyl erfährt er, dass es bei dem Streit um 40.000 Dollar gegangen sei. Im Zimmer findet Bob eine Visitenkarte eines Leichenschauhauses. Dort lernt er den Besitzer Ben Arno kennen, der Steve eine Arbeitsstelle angeboten hat, die dieser aber nicht angenommen habe. Bobs Pflegerin Julie Benson schlägt vor, sich mit Mrs. Blayne zu unterhalten. Diese erzählt, dass ihr Mann am Tattag 40.000 gewonnen habe.
Bob untersucht Steves Telefonabrechnung und stößt dabei auf den Namen Bonnie Willis. Er sucht sie auf und erkennt auf einem Foto seine geheimnisvolle Besucherin. Bonnie erklärt, dass die Frau Lysa Radolph heiße und nun auch verschwunden sei. Bonnie und Lysa arbeiten zusammen in einem Nachtclub. Dort lernten sie Steve kennen. Zudem erfährt Bob, dass Lysa einen Freund namens Lou Walsh habe. Nachdem Bob das Haus verlassen hat, wird Bonnie mit der gleichen Waffe erschossen, mit der auch Solly getötet wurde.
Bob erzählt der Polizei von Lysa und ihrem Freund. Jedoch kann die Polizei niemanden als Lou Walsh identifizieren. Später werden die Beamten zu einem Krankenhaus gerufen. Ein im Sterben liegender Chinese namens Quong hat über Steve gesprochen. Quong sagt aus, dass Walsh Blayne 40.000 Dollar schulde. Nach dem Mord an Blayne habe Steve Walshs Haus aufgesucht, dass der unter einem anderen Namen angemietet habe. Dort habe Lysa, die sich in Steve verliebt habe, ihn überzeugt, zur Polizei zu gehen, da sie Walsh für den Mörder halte. Quong hat gesehen, dass Walsh Lysa und Steve durch ein Fenster belauscht hat. Danach habe Walsh die Bremsen an Steves Auto manipuliert.
Bevor er die Adresse von Walshs Haus nennen kann, stirbt Quong. Julie sucht das Büro von Dr. Anstead auf, der Steve behandelt hat. Der Arzt erwischt die Frau und schließt sie im Büro ein. Dann ruft er Bob an und gibt ihm Walshs Adresse. Bevor er weitere Informationen geben kann, wird er von Walsh erschossen. Die eingeschlossene Julie hat alles gehört. Sie kann sich befreien und die Polizei alarmieren.
Bob hat sich zu Walshs Haus begeben und trifft dort auf Ben Arno. Der gibt sich als Walsh zu erkennen. Er erklärt, dass er Lysa, als sie vom Krankenhaus zurückkehrte, getötet habe, weil sie ihn für Steve verlassen wollte. Arno droht, nun auch Bob zu töten. Doch Steve taucht auf und verhindert den Mord. Nun erreicht auch die Polizei das Haus. Es kommt zu einer Schießerei, bei der Arno getötet wird. Steve wird ins Krankenhaus gebracht. Nach seiner Genesung nehmen ihn Bob und Julie, die mittlerweile geheiratet haben, ihn mit auf ihre Ranch.

## Produktion
Gedreht wurde von Ende Juli bis Anfang Oktober 1948 in den Warner-Studios in Burbank sowie in Los Angeles (u. a. Los Angeles City Hall, Los Feliz, Van Nuys, Bel Air) und Glendale.

## Stab und Besetzung
Anton Grot war der Art Director, William Wallace der Szenenbildner. Für die Kostüme sorgten Milo Anderson und Leah Rhodes. Musikalischer Direktor war Ray Heindorf, die Orchesterleitung oblag Leo Shuken und Sidney Cutner.
In kleinen nicht im Abspann erwähnten Nebenrollen traten Monte Blue, John Dehner, Creighton Hale, Vinton Hayworth, Jack Hill, Douglas Kennedy (Stimme im Radio), Charles Lane, Will Lee, John Ridgely, Helen Westcott und Harry Lewis Woods auf. Ebenfalls nicht genannt waren Leonard Strong in der Rolle des Quong, Ida Moore als Sybil und Mack Williams als Dr. Anstead.

## Veröffentlichung
Die Premiere des Films fand am 26. Januar 1950 in New York statt. In der Bundesrepublik Deutschland kam er am 25. November 1960 in die Kinos, in Österreich schon im September 1960.

## Kritiken
Das Lexikon des internationalen Films schrieb: „Unterdurchschnittlicher Kriminalfilm ohne Profil.“
Bosley Crowther von der The New York Times vermerkte, dass der Film allenfalls eine knappe Betrachtung verdiene. Es werde eine unwahrscheinliche Geschichte erzählt, die einen Zufall an den anderen reihe, alles ohne Stil und Spannung.